# Cape Coast Sports Stadium
Le Cape Coast Sports Stadium est un stade de football situé à Cape Coast au Ghana. Sa capacité est de 15 000 places,. Il accueille les matches de l'Ebusua Dwarfs.

## Historique
Avec le Accra Sports Stadium, le stade de Cape Coast est l'un des deux stades ou se sont déroulés les rencontres de la Coupe d'Afrique des nations féminine de football 2018.